# Anke Beenen
Anke Bonnes Beenen (Langezwaag, 18 januari 1853 - 5 september 1886) was een Nederlandse kortebaanschaatster - in die tijd ook hardrijden of harddraven op schaatsen genoemd. Beenen was één van de bekendste Nederlandse vrouwelijke schaatsers in de tweede helft van de negentiende eeuw. Ze werd vermaard door de schaatswedstrijden waar ze met Jouke Schaap een paar vormden, en waarbij ze zo'n duizend gulden aan prijzengeld wonnen.

## Carrière
Toen Beenen 16 jaar was, begon ze met schaatsen in haar geboorteplaats Langezwaag. Haar vader merkte op dat ze snel kon schaatsten. Samen met haar broers Hendrik en Jan schreef ze zich in voor een grote competitie in Groningen tijdens de winter van 1870. Beenen won de race met ƒ150 en een gouden medaille. Jouke Schaap (1846-1923) won diezelfde dag de wedstrijd bij de mannen. Ze kwamen overeen om samen deel te nemen aan schaatswedstrijden in het hardrijden als paar.
De eerste wedstrijd van Schaap en Beenen samen, was op 3 januari 1871 op de Munnikspetten in Heerenveen, en het was hun doorbraak. Ze wonnen de eerste prijs en ƒ150. Ze zouden ongeveer tien jaar lang samen aan wedstrijden meedoen, en daarbij vele prijzen winnen; niet alleen in Friesland, maar ook in Noord-Holland, Zuid-Holland en Groningen. Vooral hun eerste winter van 1871 waren ze zeer succesvol en wonnen onder andere ook de tweede prijs in Bolsward en de eerste prijs in Amsterdam (31 januari 1871).
Beenen bleef ook individueel prijzen winnen. Zij concurreerde in de week dat zij zou trouwen op 3 februari 1880 in Grouw en kort na haar huwelijk op 18 januari 1881 in Hardegarijp. Ook in 1879 deden ze het erg goed in competities. De winter van 1880-81 was de laatste winter dat ze aan wedstrijden deelnam.
| Datum      | Plaats      | Competitie                                                  | Plaatsing/Priijs |
| ---------- | ----------- | ----------------------------------------------------------- | ---------------- |
| 03 01 1871 | Heerenveen  | Paar hardrijden - met Jouke Schaap                          | 1e – ƒ150        |
| 04 01 1871 | Groningen   | Paar hardrijden - met Jouke Schaap                          | 1e – ƒ60         |
| 13 01 1871 | Bolsward    | Paar hardrijden - met Jouke Schaap                          | 2e               |
| 26 01 1871 | Tjallebird  | Paar hardrijden - met Jouke Schaap                          | 1e – ƒ50         |
| 01 02 1871 | Amsterdam   | Paar hardrijden - met Jouke Schaap                          | 1e – ƒ150        |
| 08 02 1873 | Akkrum      | Individueel hardrijden                                      | 2e               |
| 17 01 1876 | Harlingen   | Paar hardrijden - met Jouke Schaap                          | 2e – ƒ60         |
| 18 01 1876 | Heerenveen  | Schaatsen aan de stok - met Jouke Schaap and Murk Speerstra | 1e – ƒ150        |
| 10 01 1879 | Drachten    | Paar hardrijden                                             | ? – ƒ10          |
| 24 01 1879 | Oosterzee   | Paar hardrijden                                             | 1e – ƒ60         |
| 30 01 1879 | Sloten      | Individueel hardrijden                                      | 1e – ƒ50         |
| 31 01 1879 | Amsterdam   | Paar hardrijden                                             | 1e – ƒ150        |
| 03 02 1879 | Jellum      | Individueel hardrijden                                      | 1e – ƒ40         |
| 04 02 1879 | Oudkerk     | Individueel hardrijden                                      | 1e – ƒ50         |
| 06 12 1879 | Drachten    | Paar hardrijden                                             | ? – ƒ10          |
| 21 12 1879 | Groningen   | Paar hardrijden                                             | ? - ƒ30          |
| 30 01 1880 | Drachten    | Individueel hardrijden                                      | 1e - ƒ50         |
| 31 01 1880 | Bolsward    | Individueel hardrijden                                      | 1e – ƒ50         |
| 03 02 1880 | Grou        | Individueel hardrijden                                      | 1e – ƒ50         |
| 09 02 1880 | Workum      | Individueel hardrijden                                      | 1e – ƒ40         |
| 24 01 1881 | Hardegarijp | Individueel hardrijden                                      | 2e               |

## Populariteit
Rond 1880 hing in een winkeletalage in Gorredijk een schilderij van Anke Beenen en Jouke Schaap, gemaakt door de schilder Janus Poustma.
Op 22 december 1879 vierde haar schaatsvereniging "Thialf" haar zilveren jubileum met de bouw van een groot hek voor het huis van de burgemeester van Schoterland, de Blocq van Scheltinga, aan de Heideburenstraat in Heerenveen. Bovenaan stonden drie figuren: in het midden de ijsgod Thialf en naast hem Beenen en Jouke Schaap. Later waren ze jarenlang te zien in de ijstent van de ijsbaan in Thialf. Het houten beeld van Anke Beenen en Jouke Schaap stond er totdat Thialf in 1926 werd gerenoveerd.
Op 14 december 1974 schreef 't Kleine Krantsje, een krant voor Leeuwarden en omstreken een artikel over haar leven. Ook waren er artikelen in januari 1937 over haar en haar leven, in het Leeuwarder Nieuwsblad  en het Nieuwsblad van het Noorden. Op 29 januari 1937 reageerde een lezer met een ingestuurd stuk waar een zeker heer H. van Dam een versje over Anke Beenen herinnerde dat in het Hollandsche blad „Uilenspiegel" van het laatst der zeventiger jaren moet hebben gestaan.
„Dat onze Okke van der Berg,
Een flinke schaats kan rijden
En Anke Beenen beenen heeft-
Zag Friesland met verblijden.
Maar hoe meer zielen, hoe meer vreugd,
Dacht de heer Van Harinxma;
Laat ze stroomen dat ze bruischen.
Opdat d'ijskorst ras verga!
Doch het volk van Friesche rijders
Over deze daad vervaard,
Riep: Harinxma moogt Gij wel blijven,
Als Gij maar thoe Slooten waart!"

## Persoonlijk leven
Beenen werd geboren in Langezwaag. Zij trouwde met schipper Johannes Sijtzes Krist op 7 februari 1880. Er wordt gezegd dat ze een moeilijk huwelijk had en dat ze stopte met schaatsen. Ze kregen vier kinderen: Bonne, Korneliske, Johanna en Geertje. Bonne verdronk in 1935 in Rotterdam. Beenen overleed op jonge leeftijd, op 5 september 1886, op 33-jarige leeftijd. Na haar overlijden trouwde Johannes Sijtzes Krist opnieuw en ging in Leeuwarden wonen.

## Verder lezen
- JH Rijpkema - Hardrijders en hardrijdsters in vroegere en latere jaren (1936)
- It Heitelan: algemien Frysk wykblêd. Nederland, 1936. (Pagina 280)
- DM van der Woude - Vrouwen in de hardrijdersbaan (Assen, 1948)
- Brouwer, JH, en oaren (red.), Encyclopedie van Fryslân, Amsterdam: Elsevier 1958, Schaap, Jouke